# Euphranta
Euphranta är ett släkte av tvåvingar. Euphranta ingår i familjen borrflugor.

## Dottertaxa tillEuphranta, i alfabetisk ordning[1][2]
- Euphranta apicalis
- Euphranta athertonia
- Euphranta atrata
- Euphranta balteata
- Euphranta basalis
- Euphranta belalongensis
- Euphranta betikamae
- Euphranta bilineata
- Euphranta bimaculata
- Euphranta bischofi
- Euphranta borneana
- Euphranta brunneifemur
- Euphranta burtoni
- Euphranta camelliae
- Euphranta canadensis
- Euphranta canangae
- Euphranta cassiae
- Euphranta cerberae
- Euphranta chrysopila
- Euphranta conjuncta
- Euphranta connexa
- Euphranta convergens
- Euphranta corticicola
- Euphranta crux
- Euphranta dissoluta
- Euphranta ferenigra
- Euphranta figurata
- Euphranta flavizona
- Euphranta flavorufa
- Euphranta flavoscutellata
- Euphranta furcifera
- Euphranta fuscata
- Euphranta hainanensis
- Euphranta hardyi
- Euphranta incompleta
- Euphranta isabellae
- Euphranta japonica
- Euphranta jucunda
- Euphranta lacteata
- Euphranta laosica
- Euphranta latifasciata
- Euphranta leichhardtiae
- Euphranta lemniscata
- Euphranta lemniscoides
- Euphranta licenti
- Euphranta linocierae
- Euphranta longicauda
- Euphranta macularis
- Euphranta maculifacies
- Euphranta maculifemur
- Euphranta maculifrons
- Euphranta maculipennis
- Euphranta marginata
- Euphranta marina
- Euphranta maxima
- Euphranta mediofusca
- Euphranta meringae
- Euphranta mexicana
- Euphranta mikado
- Euphranta minor
- Euphranta moluccensis
- Euphranta mulgravea
- Euphranta myxopyrae
- Euphranta naevifrons
- Euphranta nigrescens
- Euphranta nigripeda
- Euphranta nigroapicalis
- Euphranta nigrocingulata
- Euphranta notabilis
- Euphranta notata
- Euphranta numeralis
- Euphranta ocellata
- Euphranta ochrosiae
- Euphranta ortalidina
- Euphranta oshimensis
- Euphranta palawanica
- Euphranta pallida
- Euphranta perkinsi
- Euphranta quadrimaculata
- Euphranta quatei
- Euphranta rudis
- Euphranta sabahensis
- Euphranta scutellata
- Euphranta sedlaceki
- Euphranta separata
- Euphranta sexsignata
- Euphranta signatifacies
- Euphranta simonthomasi
- Euphranta skinneri
- Euphranta solaniferae
- Euphranta solitaria
- Euphranta songkhla
- Euphranta stenopeza
- Euphranta suspiciosa
- Euphranta tanyoura
- Euphranta ternaria
- Euphranta toxoneura
- Euphranta transiens
- Euphranta transmontana
- Euphranta tricolor
- Euphranta turpiniae
- Euphranta unifasciata
- Euphranta variabilis
- Euphranta vitabilis
- Euphranta zeylanica